# ترتر
التِرتِر (من العثمانية: طِرتِل) أو اللُمْعة أو البايات (من الفرنسية Paillette) أو البولك (من الفارسية پولک) واللماع والبرق غيرها، هو نوع من الخرز الملون اللماع الذي يستخدم في زركشة وتطريز الألبسة والحقائب ويستعمل أحيانا في زركشة الوسائد والستائر.
الترتر لماع وملون أو شفاف ومختلف الأحجام والاشكال والألوان يستخدم في جميع أعمال التطريز على الملابس والحقائب والزينة الملحقة.
أشهر أحجامه الصغير بحيث لا يتجاوز حجم طرف الأصبع ولا يتجاوز سمكه الورق المقوى.
أشهر أشكاله الدائري. ومن أشكاله الأخرى السداسي وأشكال للنباتات والحيوانات. منها المسطح والمجوف.

## معرض صور

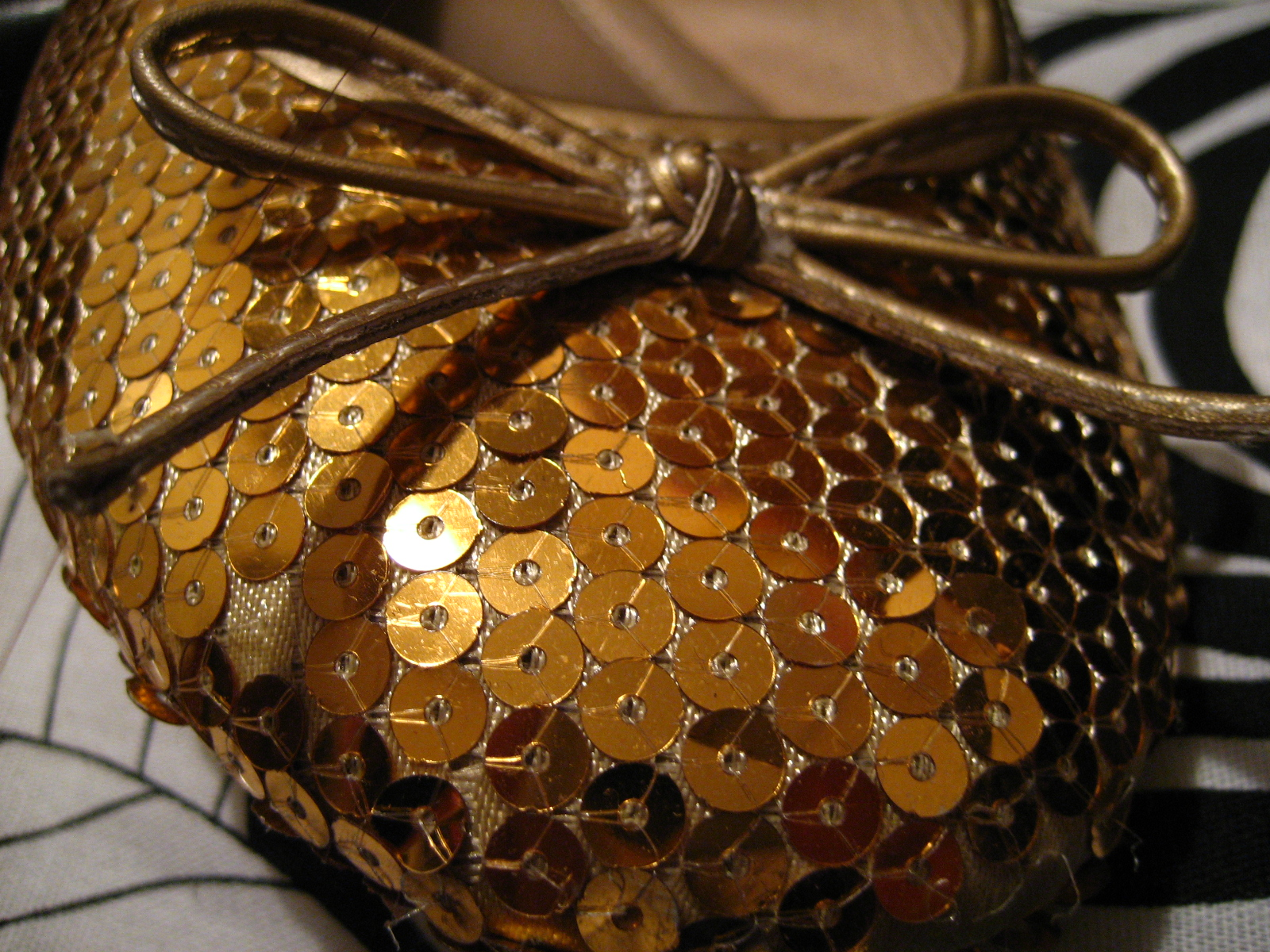
ترتر ذهبي على حذاء.